# 長野県松本深志高等学校
長野県松本深志高等学校（ながのけん まつもとふかしこうとうがっこう）は、長野県松本市蟻ケ崎に所在する県立高等学校。

## 概要

### 設立
同校の前身は、1876年（明治9年）に松本市中央の開智学校（長野県で最古の小学校）内に「第17番中学変則学校」として創立された。その後「松本中学校」などへの校名変更を経て、1948年（昭和23年）に現在の校名として設立された。
「自治の精神」の校風から校則を持たないこと、制服がないことを特徴とする。
校名の「深志」とは松本市の古称「深志郷」に由来し、「扇状地の伏流水がわき出る場所」を意味する。旧制中学校から新制高等学校への移行にあたり、「長野県松本高等学校」や「長野県松本蜻蛉高等学校」などの案も提案されたが、前者は旧制松本高等学校の存在、後者は「蜻蛉（あきつ）」が「かげろう」とも読むことや（『松中新聞』最終号）、旧制松本高等女学校が「長野県松本蟻ヶ崎高等学校」と申請したことで、「蜻蛉」と「蟻」となり、昆虫同士で奇異であると長野県教育委員会が判断したなどを理由に、現在の校名に決定した。
なお、正式名称は他の長野県の高等学校と同様に「長野県立」ではなく、「長野県松本深志高校」である。

### 校舎
本校の管理棟・普通教室棟（第一棟）と講堂はともに2003年（平成15年）4月8日から国の登録有形文化財に登録されている。
- 第一棟（1933年竣工） - 初期のコンクリート造学校建築で、尖った柱の形や尖頭状の正面玄関のアーチ等、ゴシック風意匠に特徴がある。
- 講堂（1934年竣工） - 体育館を兼ねる。壁体は鉄筋コンクリート造、屋根は桟瓦葺の切妻屋根である。5連の尖頭アーチが特徴のアーケード風の正面玄関、玄関のスクラッチタイルなどは第一棟に呼応した意匠である。

### 授業
授業は1日55分×6時限（木曜日 55分×6時限+LHR50分）を展開する。
土曜授業は2013年度から新学習指導要領が完全実施されるのに伴い、生徒の学習時間の確保と平日放課後の自主活動の時間確保のため開始された。ただし、毎週は実施されない。
2002年度から2003年度までの夏期は70分授業を実施していたが、従来（1957年 - ）の65分5時間授業、土曜午前65分3時間授業に戻した。
2020年度より55分6時間授業になり、土曜授業が廃止された。

## 沿革
- 1876年（明治9年） - 第十七番中學變則學校（第二大学区[4]）として創立[1]。
- 1877年（明治10年） - 長野県師範学校松本支校に校舎移転、第十八番變則中學校（第六大学区[4]）に校名変更。
- 1880年（明治13年） - 公立松本中學校となる。
- 1883年（明治16年） - 東筑摩中學校となる。
- 1884年（明治17年） - 長野縣中學校設立にともない松本支校（本校：長野　支校：松本、上田、飯田）となる。(創立70周年までの創立起算年)
- 1885年（明治18年） - 新校舎が松本城内二の丸に落成。(初めての旧制中學としての専用校舎をもつ)
- 1886年（明治19年） - 第一次中学校令発令[注釈 1]により、県内4つの本支校を統合[注釈 2]し長野縣尋常中學校となる。
- 1893年（明治26年） - 長野、上田、飯田に支校を復活[注釈 3]設置。
- 1898年（明治31年） - 校章（蜻蛉印）を制定。
- 1899年（明治32年） - 長野縣立松本中學校となる。長野支校が上田支校をともない独立。
- 1900年（明治33年） - 飯田支校、上田支校が独立。
- 1901年（明治34年） - 大町分校を設置。
- 1904年（明治37年） - 大町分校が独立。
- 1919年（大正8年）  - 校歌「蒼溟遠き」を制定。
- 1920年（大正9年）  - 長野県令38号により、長野縣松本中學校に改称。
- 1935年（昭和7年）  - 蟻ケ崎の現校舎に移転。
- 1947年（昭和22年） - 第29回全国中等学校優勝野球大会に出場。
- 1948年（昭和23年） - 学制改革により長野県松本深志高等学校となる[1]。
- 1967年（昭和42年） - 西穂高岳落雷遭難事故が発生。
- 1973年（昭和48年） - 長野県松本筑摩高等学校の開校に伴い、定時制を廃止。
- 2003年（平成15年） - 文部科学省から学力向上フロンティアハイスクール事業の指定を受ける（3年間）。

## 教育目標
- 広い分野で、確かな基礎学力を養う。
- 生徒の個性や能力に応じ、その可能な限りの伸長発展を図る。
- 生徒の自主性を尊重して、自治の精神を育てる。また、豊かな情操を養い、知情意のバランスのとれた、ゆとりある学校生活ができるようにする。

### 遺訓
旧制松本中学校初代校長小林有也が残した遺訓が現在も伝えられている。
一、諸子はあくまでも精神的に勉強せよ
一、而して大に身體の強健を計れ
一、決して現代の惡風潮に染み堕落するが如き事のあるべからず

## 校章
- 「髙」の字（旧字体）にトンボがとまる図である（外部ページに図示あり）[5]。
- 文化祭も「蜻蛉（とんぼ）祭」と称し[5]、その名称は校章に由来する。
- 制定は1893年（明治26年）頃であり、当時は「中」の字だった。
- トンボが採用された理由としては、同校の教職員であった小林俊樹および渡辺恭治郎によって次のように考察されている[5]。
  - 明治20年代当時に発行されていた政治評論雑誌『日本人』の表紙には毎号トンボが登場していた（トンボは日本の象徴とみなされることがあった。詳細は後述）。その創刊者のひとり杉浦重剛と、同校の初代校長であった小林有也が友人だったことから、同誌の影響を受けた可能性がある。また、同誌に描かれたトンボの羽の形状と本校章のそれが類似している[5]。
- かつて定められた制帽にも、1893年（明治26年）時点でこのトンボの校章が用いられていた[5]。

## 校歌
- 作詞：松原威雄、作曲：岡野貞一

1902年（明治35年）に作られた初代校歌は、卒業生の勝山勝司が作詞し、 米久保善雄が作曲した。歌い出しは〈蜻蛉嶋山たゝなはる…〉と続いたが、あまり普及することなく忘れられていた。
1922年（大正11年）に、当時の在校生で文芸部委員であった松原威雄が初代校歌をもとに5日間程度で作詞した。作曲は東京音楽学校（現在の東京藝術大学）助教授の岡野貞一が依頼されて行った。

歌詞は第1番から第5番まであり、第1番の歌詞は以下のとおり。同校ホームページに全歌詞が記載されている。
蒼溟（そうめい）遠き波の涯（はて）
黒潮たぎる絶東（ぜっとう）に
たてり大和の秋津洲（あきつしま）
光栄（はえ）の歴史は三千年
そのうるはしき名を負へる

蜻蛉男児（あきつをのこ）に栄えあれ
なお、松原は作詞の2年後に卒業して早稲田大学へ進学したが、翌1925年（大正14年）に肺炎で死去した。わずか21歳であった。

### 意味
歌詞の意味として、当時4年生だった松原は次のように考案したという（大正12年2月28日発行の『校友』67号末尾より）。
- 1番では校歌の徽章の由来を説いてそれを讃美し、
- 2番では松中の特徴、否、生命とも言うべき自治を謳歌し、
- 3番では歴史・過去を歌い、
- 4番では現在を歌い、
- 5番には未来に対する抱負というようなものを歌った。

#### 「秋津洲」の意味
「秋津州」とは古事記に記載された「大倭豊秋津島（おおやまととよあきつしま）」のことであり、日本の本州を意味する。
さらに、この「豊秋津州」は「豊かなトンボの国」とも解釈できることから、「秋津洲」は日本および同校（松本中学校）の象徴であるトンボを同時に意味している。

## 行事
- 郷友会 - 出身中学校を共にする生徒がそれぞれ運営する団体。夜行軍・蜻蛉祭の灯篭作り・試胆会などの年中行事を行う。ただ近年は夜行軍や試胆会は行われていない。
- 深志清陵交歓会 - 1956年（昭和31年）より続く行事である。隣接通学区の諏訪清陵高校との交流の場であり、毎年6月に行われていたが、近年は行われていない。

## 部活動
特別活動としてのクラブ活動は、「運動協議会」（運動部）と「学芸協議会」（文化部）とによって構成される「合同協議会」によって総括される。クラブ活動の団体には、予算や生徒会の支援の違う、愛好会・同好会・部活動の3段階が設けられている。
- 運動協議会

- 空手道部
- 弓道部
- 剣道部
- サッカー部
- 山岳部
- 柔道部

- 男女バスケットボール部
- 男女バレーボール部
- 男女硬式テニス部
- 水泳部
- 卓球部
- ダブルダッチ部

- ソフトテニス部
- バドミントン部
- 野球部
- 陸上競技部
- フットサル部

- 学芸協議会

- 学術系
  - 化学会
  - 心理学研究会
  - 数学研究会
  - 地学会
  - 地歴会
  - 博物会
  - 物理研究会
  - 哲学研究会
  - 政治経済会
- 語学・文学系
  - 文学部
  - 推理SF小説研究会
  - 独語研究会
  - ゴーロア会（フランス文学研究）
  - 英語研究会

- 芸術系
  - アカシア会（美術）
- 音楽・演劇系
  - アコギ部
  - 演劇部
  - 音楽部
  - ギター部
  - 吹奏楽部
  - 軽音楽部

- 伝統芸能
  - 華道部
  - 香道部
  - 茶道部
  - 書道部
- 趣味
  - 棋道部
  - Quiz研究会
  - 写真研究会
  - 鉄道研究会
  - 特撮ヒーロー研究会
  - 漫画研究会
  - 落語研究会
  - ダンス部
- その他
  - 家庭生活愛好会

### 部活動の主な実績

#### 野球部
- 第29回全国中等学校野球大会（夏の甲子園）出場（1947年、松本中等学校時代）[7]
- 1896年（明治29年）に創設された県内最古の野球部であり、1906年（明治39年）に日本の野球史で最古のスクイズプレイを行った[8]。

#### サッカー部
- 全国高等学校総合体育大会（インターハイ）出場［長野県大会優勝 県代表］（1988年）
- 全国高等学校サッカー選手権大会出場（1988年）
- 全日本ユース大会出場［平成7年長野県総体準優勝／北信越高校総体優勝 北信越代表］（1995年）

#### 男子硬式テニス部
- 第44回全国高等学校総合体育大会（インターハイ）出場［長野県大会準優勝 県代表］（2004年）
- 第45回全国高等学校総合体育大会（インターハイ）出場［長野県大会準優勝 県代表］（2005年）
- 第27回全国選抜高校テニス大会 全国大会出場［北信越大会準優勝 北信越代表］（2005年）

#### 弓道部
- 第23回全国高等学校弓道選抜大会 男子団体ベスト8［県選抜予選優勝 県代表］（2005年3月）
- 第24回全国高等学校弓道選抜大会 男子団体ベスト8［県選抜予選優勝 県代表］（2006年3月）
- 第28回全国高等学校弓道選抜大会 女子団体出場［県選抜予選優勝 県代表］（2010年3月）

#### ダブルダッチ部
- ダブルダッチコンテストジャパン（全国大会）「『回符』回転研究」U-19パフォーマンス部門 ２位、総合３位（2009年３月）
- ダブルダッチコンテストジャパン（全国大会）「山賊」U-19スピード部門 3位（2015年3月）
- ダブルダッチコンテストジャパン（全国大会）「fame」U-19スピード部門 3位（2017年3月）
- ダブルダッチコンテストジャパン（全国大会）「How How!?」U-19パフォーマンス部門 4位（2017年3月）
- ダブルダッチコンテストワールド（世界大会）「R-guy'z」U-19パフォーマンス部門 3位（2018年3月）
- ダブルダッチコンテストワールド（世界大会）「cook-a-doodle-doo」U-19スピード部門 2位（2018年3月）
- ダブルダッチコンテストジャパン（全国大会）「塩豆腐」U-19パフォーマンス部門 6位（2019年3月）

#### 放送委員会制作班
- 第61回NHK杯全国高校放送コンテスト テレビドキュメント部門「舞装」 全国第3位（2014年）
- 第62回NHK杯全国高校放送コンテスト テレビドキュメント部門「折衝会」 全国準優勝（2015年）
- 第64回NHK杯全国高校放送コンテスト テレビドキュメント部門「鼎談深志」 全国優勝（2017年）
- 第66回NHK杯全国高校放送コンテスト テレビドキュメント部門「最後のLHR」 全国優勝（2019年）
- 第68回NHK杯全国高校放送コンテスト テレビドキュメント部門「つないで つないで！」 全国準優勝（2021年）

#### 棋道部囲碁班
- 第11回全国高等学校囲碁選抜大会 女子9路盤優勝［北信越大会準優勝 北信越代表］（2017年）
- 第43回全国高校囲碁選手権大会 男子団体7位［長野県大会優勝 県代表］（2019年）
- 第15回全国高等学校囲碁選抜大会 男子個人3位［北信越大会優勝 北信越代表］（2020年）
- 第45回全国高校囲碁選手権大会 男子団体準優勝［長野県大会優勝 県代表］（2021年）
- 第45回全国高校囲碁選手権大会 男子個人3位［長野県大会優勝 県代表］（2021年）

#### Quiz研究会
- ライオンスペシャル 第38回全国高等学校クイズ選手権本戦出場、全国7位(2018年)
- 全国高校生金融経済クイズ選手権（エコノミクス甲子園）　全国大会出場（複数回）
- AQL（All Japan Quiz League）信州リーグ　全国大会出場（2017年、2018年、2019年、2020年、2021年、2022年、2023年）
- ニュース・博識甲子園（全国高等学校総合クイズ大会） 全国4位（2018年）、全国3位（2019年）、全国2位（2023年）
- 第42回全国高等学校クイズ選手権(高校生クイズ2022)全国大会出場、ベスト6

## 尚学塾
同校の卒業生による在校生への特別講義。
学校週5日制（完全週休2日制）が実施された2002年（平成14年）4月に設立された。松本深志同窓会、松本深志高校PTA、（財）深志尚学会を共催団体とする。

### 特別講義
各分野で活躍する同窓生が、専門分野の話、体験談、後輩に送るメッセージなどを講義する。
卒業生が在校当時の各学級から一人ずつ、合計10人前後の講師を代表として選出し、彼らの経歴や演題をあらかじめ在校生に示す。在校生はその情報をもとにどの講義を受けるのか各自で選択して受講する。在校生からの人気が得られなかった場合、講義に一人の受講者も現れない可能性もある。
- 2002年（平成14年）度から2004年（平成16年）度は、主に卒後50年の同窓生が担当していた。
- 2005年（平成17年）度以降は、主に卒後50年と卒後30年の同窓生が担当している。

## 出身者

### 政治
- 旧制松本中学校以前卒
  - 有賀光豊 - 官僚
  - 伊原五郎兵衛 - 元衆議院議員
  - 大池眞 - 初代衆議院事務総長
  - 小沢貞孝 - 元衆議院議員
  - 小野祐之 - 元衆議院議員
  - 小野光洪 - 元長野県塩尻市長
  - 上条愛一 - 元参議院議員
  - 上條信 - 元衆議院議員
  - 上條貢 - 元台東区長、弁護士
  - 唐沢俊樹 - 元衆議院議員、元法務大臣
  - 高砂政郎 - 元塩尻市長
  - 棚橋小虎 - 元衆議院議員・元参議院議員、労働運動家
  - 塚原嘉藤 - 元衆議院議員
  - 藤森昭一 - 官僚、元宮内庁長官、日本赤十字社第13代社長
  - 降旗徳弥 - 元衆議院議員、元逓信大臣、元松本市長
  - 増田甲子七 - 政治家、元内閣官房長官
  - 松島肇 - 外交官、元外務省欧米局長、駐イタリア大使、駐ポーランド公使
  - 三沢寛一 - 官僚、官選知事
  - 百瀬渡（中退） - 元松本市長
  - 吉沢清次郎 - 外交官、駐インド大使、駐カナダ公使
  - 吉野文六 - 外交官、駐西ドイツ大使、元外務省アメリカ局長
  - 米窪満亮 - 元衆議院議員、初代労働大臣、作家
  - 米倉龍也 - 元衆議院議員、元参議院議員
  - 和合正治 - 元松本市長、元全国市長会副会長、元長野県市長会会長

- 松本深志高等学校卒
  - 池口修次 - 元参議院議員
  - 太田寛 - 安曇野市長（2021年 - ）、元長野県副知事
  - 臥雲義尚 - 松本市長（2020年 - ）、元NHK職員
  - 唐澤剛 - 元厚生労働省保険局長、内閣官房まち・ひと・しごと創生本部地方創生総括官
  - 小林正明 - 元環境事務次官、中間貯蔵・環境安全事業社長
  - 佐々木基 - 元国土交通審議官
  - 塩島大 - 元衆議院議員
  - 滝澤三郎 - 元国連難民高等弁務官事務所駐日代表
  - 田中康夫 - 長野県知事（2000年 - 2006年）、参議院議員（2007年 - 2009年）、衆議院議員（2009年 - 2012年）、新党日本代表、作家、タレント
  - 西條正明 - 文部科学省大臣官房長、科学技術・学術政策局長
  - 務台俊介 - 衆議院議員、元総務省官僚、自由民主党長野県第2選挙区支部長
  - 村井仁 - 政治家、元国家公安委員長、長野県知事（2006年 - 2010年）
  - 百瀬智之 - 元衆議院議員
  - 米田建三 - 元衆議院議員、大学教授

### 学者
- 旧制松本中学校以前卒
  - 青木誠四郎（中退） - 教育心理学者、のちに長野師範学校へ
  - 青柳栄司 - 電気工学者
  - 赤須文男 - 医学者
  - 赤羽賢司 - 天文学者
  - 赤羽太郎 - 医学者
  - 有賀貞 - 国際政治学者、一橋大学名誉教授
  - 井口喜源治 - 教育者
  - 池上鎌三 - 哲学者
  - 池上二良 - 言語学者
  - 犬飼哲夫 - 動物学者
  - 臼井二尚 - 社会学者
  - 大池弥三郎 - 医学者
  - 大谷茂盛 - 化学工学者、東北大学第16代総長
  - 岡正雄 - 文化人類学者
  - 小口伯郎 - 物理学者
  - 尾関雅則 - 鉄道総合技術研究所理事長
  - 小野勝年 - 歴史学者
  - 加藤正治 - 法学者（民事訴訟法）、中央大学総長、枢密院顧問官
  - 金井清光 - 国文学者
  - 上條秀介 - 医学者、昭和医学専門学校創設者[10]
  - 熊谷寛夫 - 物理学者、加速器科学、随筆家、東京大学名誉教授、千葉大学教授、日本大学教授、旧姓青木
  - 熊谷岱蔵 - 医学者（内科）、東北帝国大学医科大学（現：東北大学医学部）教授・総長、熊谷寛夫の義父
  - 小岩井浄（中退） - 教育者、弁護士、愛知大学創設者、のちに旧制諏訪中学校へ
  - 近藤次繁 - 医学者
  - 白木正博 - 医学者
  - 鈴木雅次 - 土木工学者
  - 鈴木明治 - 醸造学者
  - 大工原銀太郎 - 土壌肥料学者、九州帝国大学総長、同志社総長
  - 高橋偵造 - 化学者
  - 田中穂積 - 法学者、早稲田大学第4代総長
  - 田中義麿 - 遺伝学者
  - 鳥山四男 - 電気工学者
  - 永田哲士 - 医学者
  - 永田広志 - 哲学者
  - 中山久四郎 - 東洋史学者
  - 西村真琴 - 生物学者、北海道大学教授
  - 花岡堅而 - 医師・元日本医師会会長
  - 原田伴彦 - 歴史学者
  - 樋口龍峡 - 社会学者
  - 福與正治 - 英文学者
  - 藤森秀夫 - ドイツ文学者
  - 洞富雄 - 歴史学者、早稲田大学教授
  - 馬瀬良雄 - 日本語学者
  - 丸山儀四郎 - 数学者
  - 宮坂哲文 - 教育学者
  - 宮沢俊弥 - 地球科学者
  - 三輪公忠 - 国際政治学者、上智大学名誉教授
  - 望月市恵 - ドイツ文学者
  - 山田作男 - 歴史学者
  - 湯本武比古（中退） - 教育学者、のちに東京師範学校へ
  - 横田秀雄（中退） - 政治学者、のちに司法省法学校へ
  - 吉江喬松 - フランス文学者
  - 吉田静致 - 倫理学者

- 松本深志高等学校卒
  - 赤堀雅幸 - 人類学者、上智大学総合グローバル学部教授
  - 浅川達人 - 社会学者、早稲田大学人間科学学術院教授、日本都市社会学会会長
  - 石田光男 - 経済学者、同志社大学大学院社会学研究科教授、前社会学部長
  - 磯野真穂 - 文化人類学者
  - 礒山雅 - クラシック音楽評論家、国立音楽大学教授
  - 井上義和 - 社会学者、帝京大学教授
  - 大澤真幸 - 社会学者、元京都大学大学院人間・環境学研究科教授
  - 岡野圭一 - 美術史学者、元専修大学教授。
  - 荻上紘一 - 数学者、元東京都立大学第10代総長
  - 加藤節 - 政治学者、成蹊大学名誉教授
  - 金井浩 - 工学者、東北大学教授
  - 刈間理介 - 医学者、衛生学者、東京大学環境安全研究センター准教授
  - 木内義勝 - 情報社会学者
  - 窪田充見 - 民法学者、神戸大学大学院法学研究科教授
  - 倉田毅 - 医学者、国立感染症研究所所長
  - 熊井英水 - 近畿大学農学部名誉教授
  - 後藤巻則 - 法学者、早稲田大学名誉教授、内閣府消費者委員会委員長
  - 小林哲郎 - 医学者、山梨大学名誉教授
  - 佐藤綾子 - 心理学者
  - 白石美雪 - 音楽学者
  - 神事直人 - 経済学者、京都大学大学院経済学研究科教授
  - 高津聖志 - 免疫学者、元東京大学医科学研究所教授
  - 滝澤紗矢子 - 法学者、東京大学教授
  - 田口守一 - 早稲田大学名誉教授
  - 多湖淳 - 政治学者、早稲田大学政治経済学術院教授
  - 田中勝人 - 経済学者、一橋大学大学院経済学研究科教授
  - 田村正勝 - 経済学者、早稲田大学名誉教授
  - 手塚和彰 - 法学者、千葉大学名誉教授[要出典]
  - 中嶋嶺雄 - 国際関係論、国際教養大学理事長・学長、東京外国語大学元学長
  - 中畑雅行 - 天体物理学者
  - 中村勝範 - 政治学者
  - 中村僖良 - 電子工学者、東北大学名誉教授
  - 西原洋知 - 材料工学者、東北大学教授
  - 花岡千春 - クラシック音楽家、国立音楽大学教授
  - 早野龍五 - 物理学者、東京大学名誉教授
  - 原輝史 - 経済学者、早稲田大学商学部教授
  - 古厩忠夫 - 歴史学者、新潟大学教授
  - 丸山雅夫-法学者、南山大学名誉教授
  - 山越言 - 京都大学大学院アジア・アフリカ地域研究研究科准教授

### 経済・法曹
- 旧制松本中学校以前
  - 赤羽善治 - 九州電力社長
  - 神谷新一 - 竹中工務店副社長
  - 五島慶太 - 東急電鉄創業者
  - 相馬愛蔵（中退） - 新宿中村屋創業者、のちに東京専門学校へ
  - 古田晁 - 筑摩書房創業者
  - 高山萬司 - 三和シヤッター創業者
  - 武居綾蔵 - 内外綿頭取
  - 中村一策 - 日本勧業銀行頭取
  - 野々山広三郎 - サッポロビール社長
  - 百瀬結 - 日本ビクター社長
  - 吉川清一 - 清水建設社長
  - 輪湖公寛 - 仙台高等裁判所裁判長

- 松本深志高等学校卒
  - 伊藤善計 - クノール食品社長
  - 碓井稔 - セイコーエプソン社長
  - 太田宏次 - 中部電力社長
  - 熊谷信太郎 - 弁護士
  - 小飼雅道 - マツダ社長、日本自動車工業会副会長
  - 田中晃 - WOWOW社長
  - 土屋裕弘 - 田辺三菱製薬社長
  - 中村胤夫 - 三越代表取締役会長
  - 西沢俊夫 - 東京電力社長
  - 横内龍三 - 日本銀行人事局長、弁護士、北洋銀行頭取、札幌学院大学客員教授

### 文化人・スポーツ選手
- 旧制松本中学校以前
  - 青柳優 - 文芸評論家
  - 秋山邦晴 - 音楽評論家、音楽プロデューサー
  - 一條成美（中退） - 画家
  - 臼井吉見 - 作家
  - 大下宇陀児 - 小説家
  - 加々美豊 - 画家
  - 唐木順三 - 哲学者、評論家
  - 北沢喜代治 - 作家
  - 木下尚江 - 作家、社会主義運動家
  - 熊井啓 - 映画監督
  - 郷原古統 - 日本画家
  - 小島勗 - 小説家
  - 小林悟 - 映画監督
  - 小松恒夫  - 朝日新聞記者、評論家
  - 窪田空穂 - 歌人
  - 斎藤瀏 - 歌人
  - 清水正一 - 柔道家
  - 榛葉太生 - 医師、安曇節初代家元
  - 関根日出男 - 翻訳家、医師
  - 高橋節郎 - 漆工芸家
  - 武井真澂 - 山岳画家
  - 椿八郎 - 小説家、医師
  - 中沢臨川 - 文芸評論家
  - 萩元晴彦 - テレビマンユニオン元会長、甲子園出場者
  - はまみつを - 児童文学作家
  - 平林広人 - 翻訳家
  - 藤岡改造 - 俳人
  - 松本克平 - 俳優
  - 池田三四郎 - 木工家
  - 中村武志 - 小説家　
  - 西原比呂志 - イラストレーター
  - 増田正宗 - 日本画家
  - 三津木春影（中退） - 小説家、のちに早稲田大学へ
  - 宮坂勝 - 洋画家
  - 村山有 - ジャーナリスト
  - 望月桂（中退）- 画家、のちに東京美術学校へ
  - 柳澤孝彦 - 建築家
  - 和合恒男 - 農本主義者
  - 渡辺淳 - 評論家

- 松本深志高等学校卒
  - 顎木あくみ - 作家
  - 青柳健 - 著作家、出版社創業者
  - 井口昭彦 - 映画美術監督、デザイナー
  - 碓井広義 - テレビプロデューサー
  - 内川幸太郎 - プロ雀士
  - 遠藤湖舟 - 写真家
  - 太田和彦 - 居酒屋評論家
  - 小沢茂弘 - 映画監督
  - 小澤實 - 俳人
  - 影山裕子 - 経済評論家
  - 金子文紀 - TBSテレビディレクター
  - 北野幸伯 - 国際関係研究者
  - 熊井明子 - ポプリ研究家、エッセイスト
  - 小岩井宏悦 - 映画プロデューサー
  - 合津直枝 - 映画監督
  - SAKU - 歌手
  - 澤木麻弥 - フリーアナウンサー
  - 猿田泰寛 - ピアニスト
  - 下川裕治 - 旅行作家
  - 竹内良幸 - デザイナー
  - 谷川彰英 - 作家
  - 土屋政雄 - 翻訳家
  - 土屋正孝 - プロ野球選手
  - 鳥養潮 - 作曲家
  - 中野慶子 - 歌手
  - 新津きよみ - 小説家
  - 野尻英恵 - 福島中央テレビアナウンサー
  - 蓮月りらん - 宝塚歌劇団女優
  - 原田健二 - 俳優
  - 平林邦介 - ドラマプロデューサー
  - 深沢正樹 - 映画監督
  - 福澤浩行 - NHKアナウンサー
  - 降旗康男 - 映画監督
  - 水城武彦 - 元NHK記者
  - 三原渡 - NHKアナウンサー
  - 三村晴彦 - 映画監督
  - 宮入千洋 - 信越放送アナウンサー
  - 村山暁洋 - 格闘家
  - 元川悦子 - サッカージャーナリスト
  - 山口修 - デザイナー
  - 山田詩織 - ヴァイオリニスト
  - 若林正人 - タレント、元東京銀行勤務

### その他
- 旧制松本中学校以前
  - 飯沼正明 - パイロット
  - 上原良司 - 太平洋戦争期の思想家
  - 金井為一郎 - 牧師
  - 山本飼山- 明治時代の思想家
  - 神林浩 -  陸軍軍医中将
  - 小松慶也 - 陸軍騎兵大尉
  - 塩沢幸一 - 海軍大将
  - 島村信政 - 海軍大佐
  - 清水光美 - 海軍中将
  - 細見惟雄 - 陸軍中将
  - 丸山政男 - 陸軍中将
  - 板花義一 - 陸軍中将
  - 柳田元三 - 陸軍中将
  - 小岩井光夫 - 陸軍少佐

- 松本深志高等学校卒
  - 木下陽子 - 北朝鮮工作員

## 著名な教職員
- 古田武彦 - 歴史研究家
- 野口源三郎 - 陸上競技選手、旧制松本中学徒歩部（陸上競技部）創設者[11]

## アクセス
- JR大糸線 北松本駅 徒歩21分
- JR篠ノ井線・アルピコ交通上高地線（通称・松本電鉄） 松本駅 徒歩27分
- ぐるっとまつもとバス（運行：アルピコ交通）北市内線・岡田線・アルプス公園線（松本駅方面行きのみ）で深志ヶ丘バス停下車（深志高校裏という名前のバス停もあるが正門へは深志ヶ丘バス停のが近い）

## 舞台となった作品

### ノンフィクション
- 職員会議に出た犬・クロ（1998年 郷土出版社 ）[12]
  - 著：藤岡改造[12]（同校で国語科教諭を務めた）
  - 同校には1960年（昭和35年）から1972年（昭和47年）まで、「クロ」と呼ばれた犬が住み着いていた。クロは職員会議に出席し、授業の見回りをし、さらに夜間の警備の巡回を行っていた。当時の職員名簿にクロの名前も記載されたという。
  - この事実に一部フィクションを織り交ぜて作成された映画が、下記の「さよなら、クロ」である。
- 学校犬クロ（2004年 角川書店）[13]
  - 文：藤岡改造、絵：瀧川照子[13]

### 映画
- さよなら、クロ
  - 上述の書籍を映画化したもの。制作当時に在籍していた生徒や教職員がエキストラとして出演している。
- 時をかける少女（1997年版）
  - 83年版の舞台である尾道が海沿いの町だったことから、山間の長野県の松本市に変更された。主題歌を担当した松任谷由実が撮影期間中、陣中見舞いに訪れている[14]。

### テレビドラマ
- ひよっこ（2017年のNHK連続テレビ小説）
  - 同校の管理普通教室棟（1933年建築、2003年3月18日に国の登録有形文化財に登録[15]）がロケ地に用いられた[16]。

## その他
- ジャーナリストの池上彰は同校の所在する長野県松本市で出生したため、「3歳で東京に引っ越したが、いまだに松本深志高出身だと思われることがある」と語っている[17]。

## 進学先地域
同校の発表に基づき、2018年（平成30年）度から2020年（令和2年）度までの卒業生による大学や大学校および専門学校への進学者数（新卒）を、それらの所在地域によって分類すると次の通りであった。
これらの期間においては、同校からは関東地方への進学者が圧倒的に多かった。次に長野県内での進学が多く、以降は大きく差が開いて近畿地方、東海地方、また北陸地方などと続く順序になっていた。
| 地域     | 2018年 | 2019年 | 2020年 | 合計 |
| -------- | ------ | ------ | ------ | ---- |
| 北海道   | 3      | 5      | 4      | 12   |
| 東北地方 | 8      | 9      | 6      | 23   |
| 関東地方 | 73     | 83     | 81     | 237  |
| 新潟県   | 1      | 6      | 4      | 11   |
| 長野県   | 35     | 31     | 44     | 110  |
| 山梨県   | 2      | 2      | 4      | 8    |
| 静岡県   | 3      | 2      | 0      | 5    |
| 北陸地方 | 11     | 7      | 12     | 30   |
| 東海地方 | 10     | 10     | 13     | 33   |
| 近畿地方 | 16     | 22     | 21     | 49   |
| その他   | 5      | 3      | 6      | 14   |
| 合計     | 169    | 180    | 194    | 543  |